# Борша (Јаши)
Борша (рум. Borșa) насеље је у Румунији у округу Јаши у општини Владени. Oпштина се налази на надморској висини од 56 m.

## Становништво
Према подацима из 2002. године у насељу је живело 912 становника, од којих су сви румунске националности.